# L'Homme qui a vu l'homme qui a vu l'ours
À ne pas confondre avec le film L'Homme qui a vu l'ours qui a vu l'homme (2025).
Pour plus de détails, voir Fiche technique et Distribution.
L'Homme qui a vu l'homme qui a vu l'ours est un film français réalisé par André S. Labarthe sorti en salle en 1990.
C'est un hommage à Orson Welles[réf. nécessaire].

## Fiche technique
Sauf indication contraire, les informations mentionnées dans cette section peuvent être confirmées par la base de données cinématographiques IMDb,  présente dans la section « Liens externes ».
- Titre : L'Homme qui a vu l'homme qui a vu l'ours
- Réalisation : André S. Labarthe
- Scénario : André S. Labarthe
- Musique : Éric Demarsan
- Photographie : Jacques Audrain
- Montage : Danielle Anezin
- Production : Alain Plagne
- Société de production : La Sept et RM Arts
- Société de distribution : Documentaire sur Grand Écran (France)
- Pays :  France et  Royaume-Uni
- Genre : Documentaire
- Durée : 110 minutes
- Dates de sortie : 
  -  France : 2 octobre 1990

## Distribution
Sauf indication contraire, les informations mentionnées dans cette section peuvent être confirmées par la base de données cinématographiques IMDb,  présente dans la section « Liens externes ».
- László Szabó : Laszlo Kovacs, le réalisateur
- Ágnes Bánfalvy : Agi, la monteuse

Dans leur propre rôle :
- Howard A. Rodman
- Peter Bogdanovich
- Curtis Harrington
- Susan Strasberg